# Viechtach

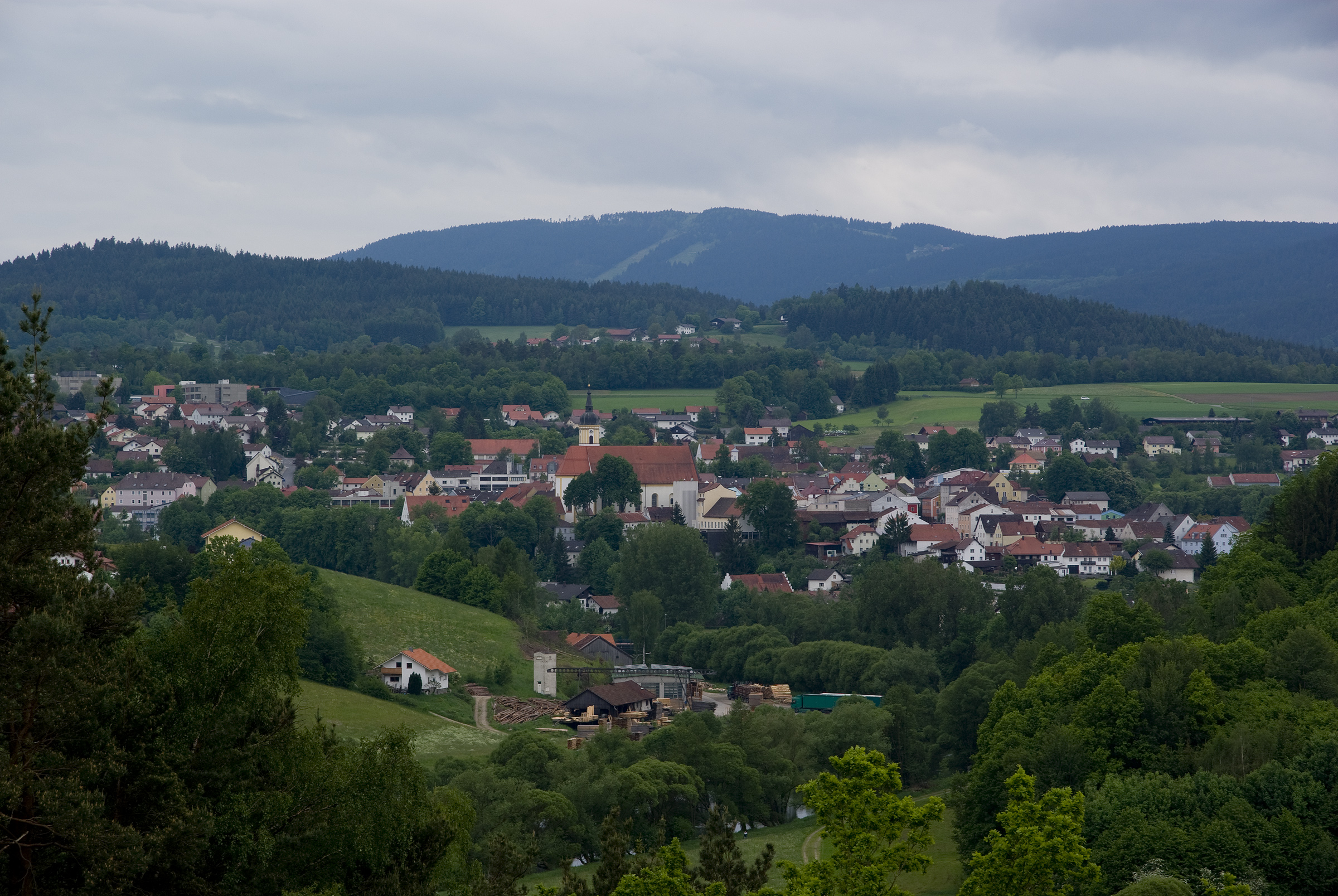
Blick über die Stadt

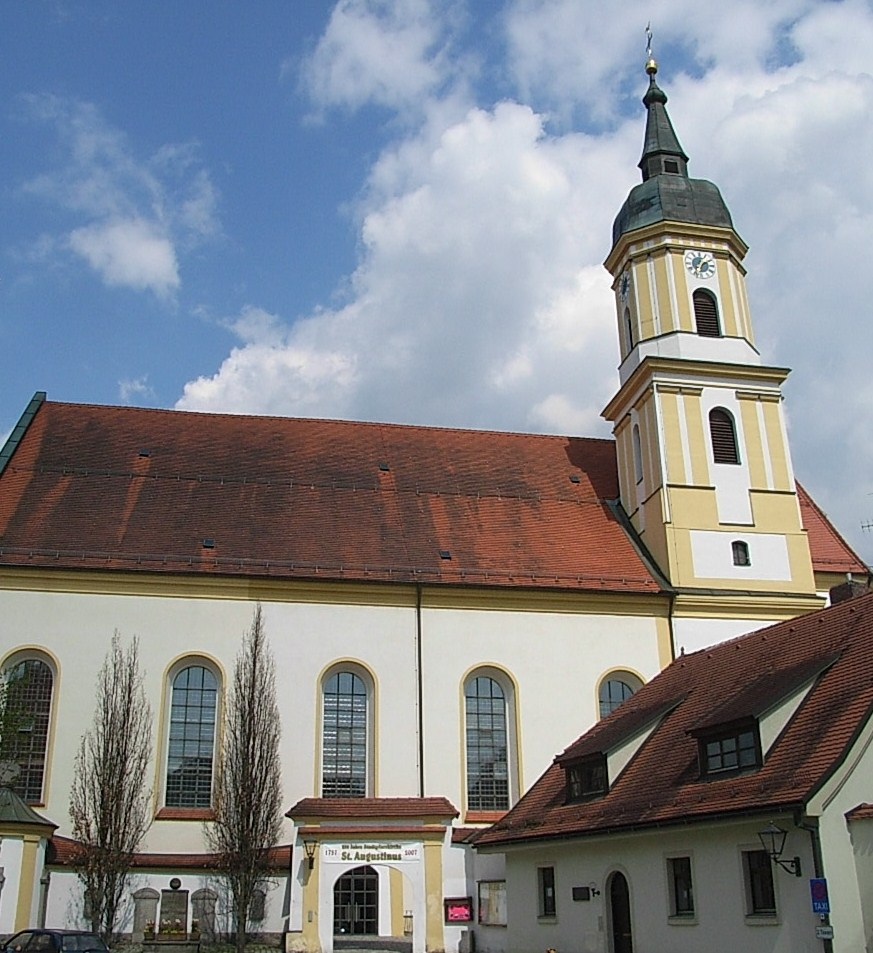
Stadtpfarrkirche St. Augustinus

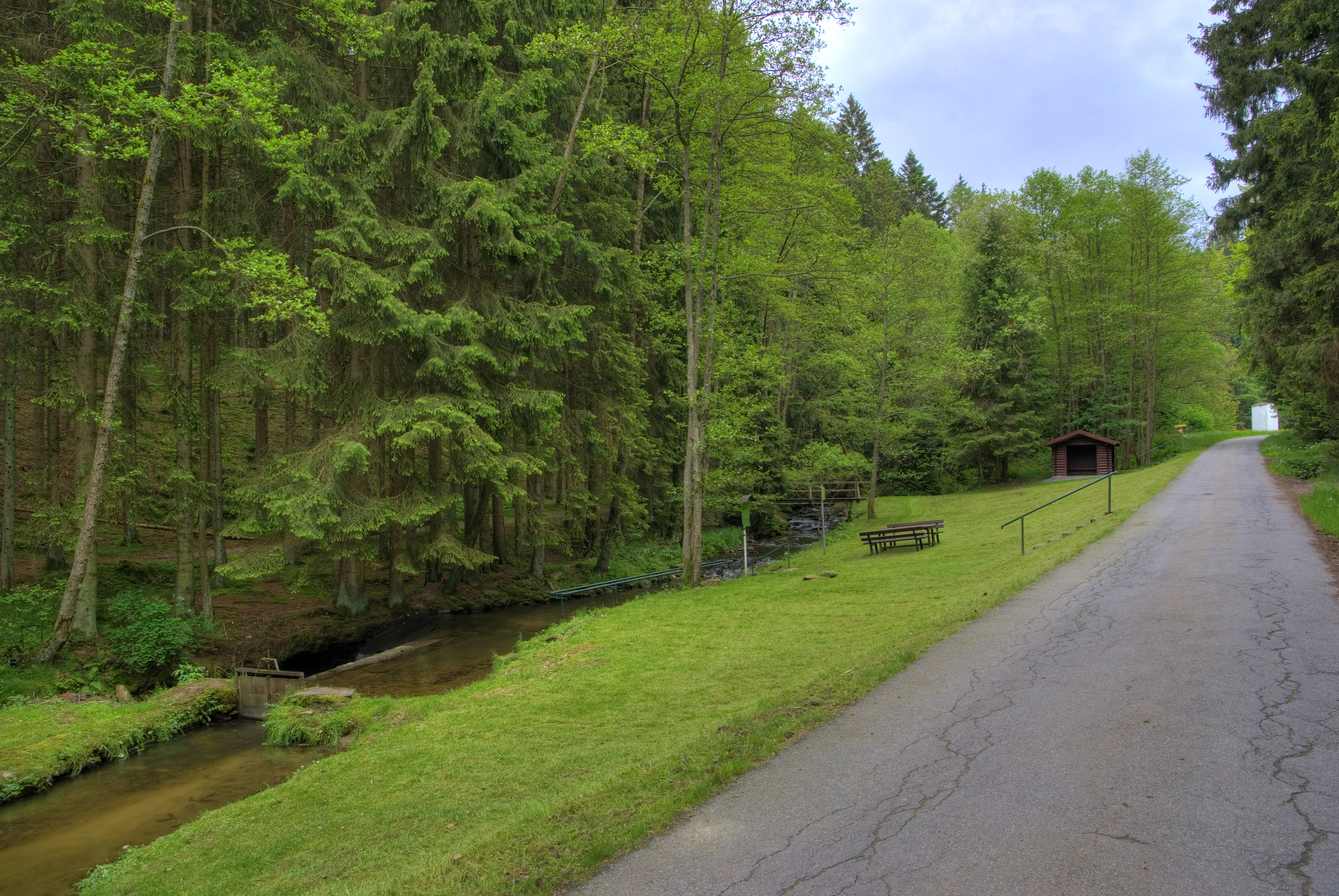
Kneippbecken am Distelberg

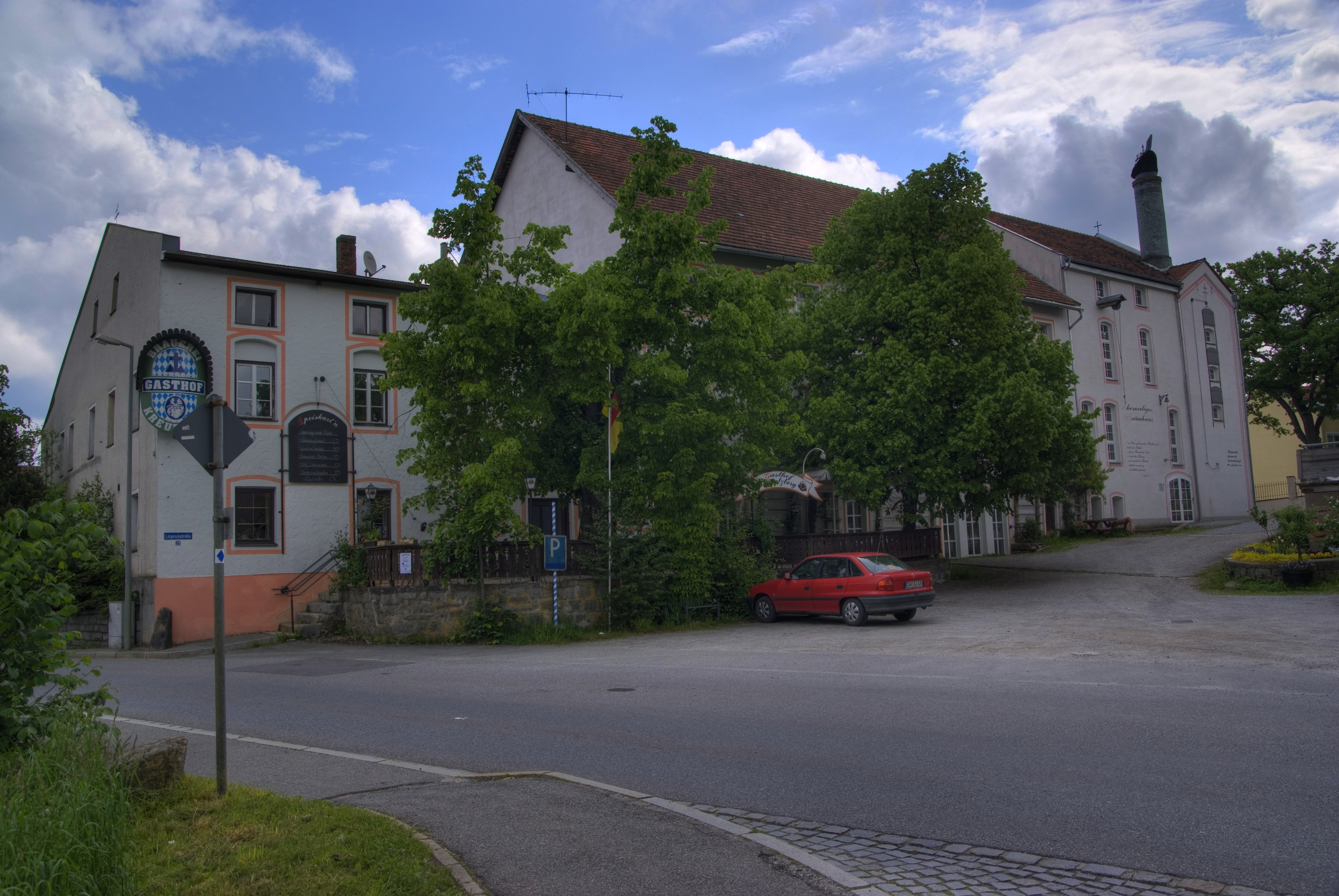
Kreutzberger

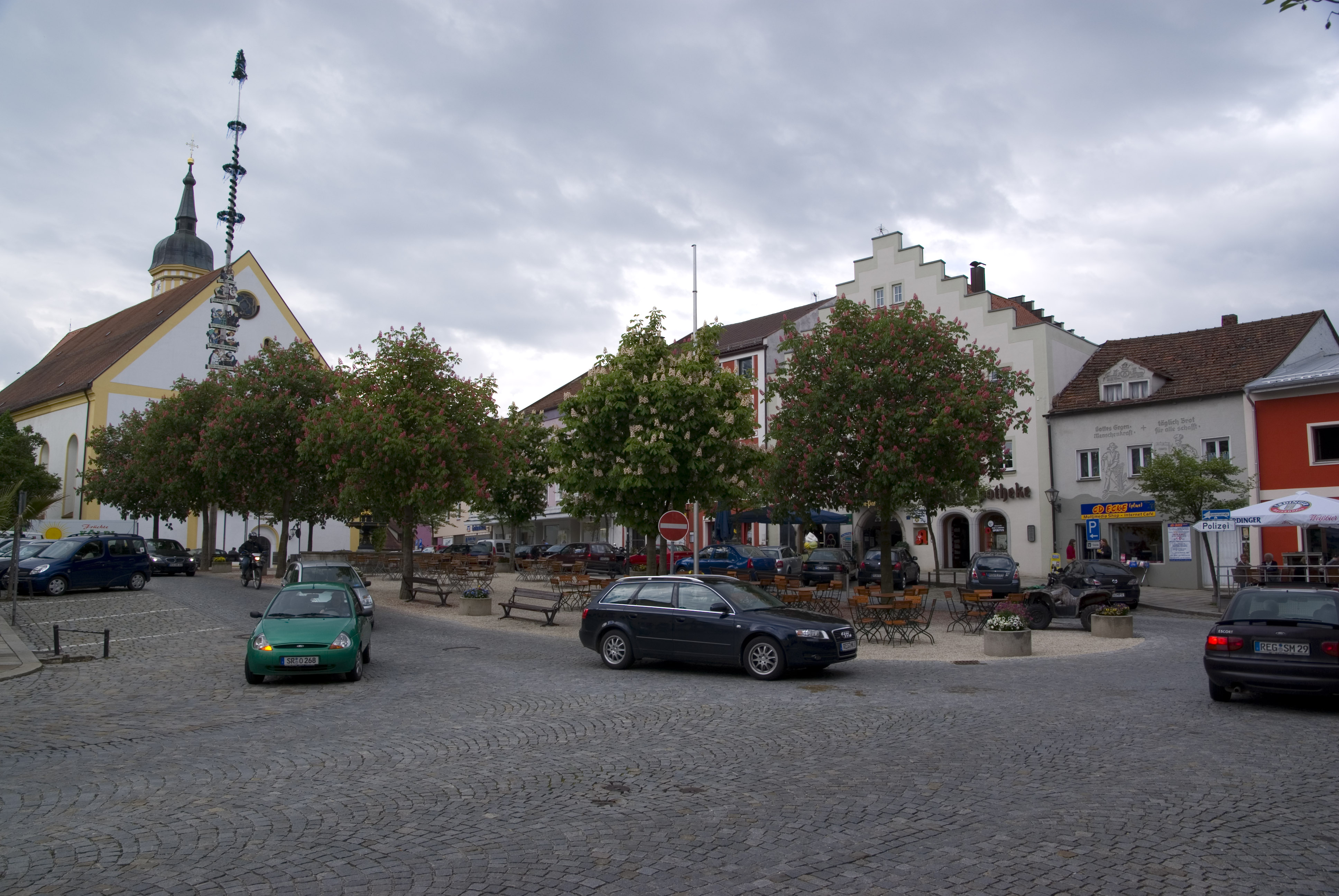
Stadtplatz Viechtach

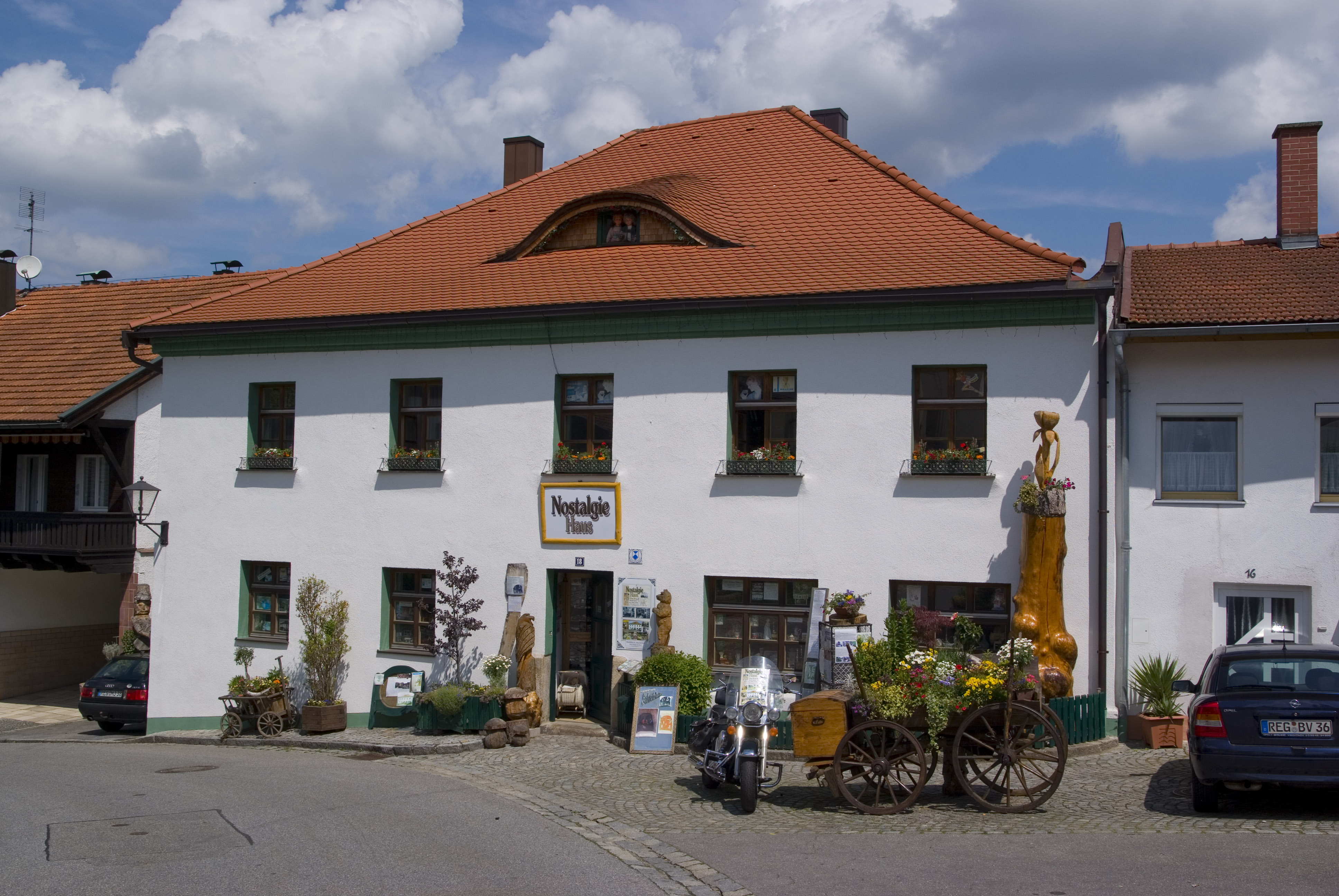
Nostalgiemuseum in Viechtach

Viechtach (bairisch Vejda) ist eine Stadt im niederbayerischen Landkreis Regen und ein staatlich anerkannter Luftkurort.

## Geographie

### Geographische Lage
Viechtach liegt in der Region Donau-Wald im Naturpark des Bayerischen Waldes an einer Talschleife des Schwarzen Regens in einem weitläufigen Talbecken am Fuß des Pfahl-Höhenzuges und zeichnet sich durch ein vergleichsweise mildes Klima im Waldland aus. Die Stadt befindet sich an der B 85 etwa 28 km südöstlich von Cham, 13 km südlich von Bad Kötzting, 24 km nordwestlich der Kreisstadt Regen, 32 km nördlich von Deggendorf (A 92), 30 km von Bogen (A 3) sowie ca. 50 km von Straubing entfernt.

### Gemeindegliederung
Es gibt 94 Gemeindeteile:
- Amesberg
- Angerhäuser
- Bachlern
- Bärndorf
- Bärnloch
- Baumgarten
- Blossersberg
- Böhmerlhäusl
- Brücklwies
- Buchberg
- Bühling
- Dürrfeld
- Eben
- Ebenholz
- Eging
- Eichbühl
- Enzleinsgrub
- Fernöd
- Fischaitnach
- Gmeinholz
- Gröllerhaus
- Grossenau
- Grubhof
- Gscheidbühl
- Gstadt
- Gumbach
- Haid
- Harnberg
- Hartbühl
- Haselbach
- Heinzlhof
- Heitzenzell
- Hinkhof
- Hohenleithen
- Höllenstein
- Huttersberg
- Irlach
- Irlseign
- Kager
- Kaltenbrunn
- Kastlmühle
- Kreuzbuche
- Kreuzstiegl
- Kronberg
- Kronberghäng
- Lammerbach
- Lerchenfeld
- Leuthenmühle
- Lindl
- Moosleuthen
- Nebenweg
- Neunußberg
- Oberbrettersbach
- Oberhöfen
- Penzrain
- Pfaffenzell
- Pfahl
- Pignet
- Pirka
- Plöß
- Poppenzell
- Rannersdorf
- Rattersberg
- Rauhbühl
- Reibenmühle
- Reilbrunn
- Reilhäng
- Reilhof
- Reilwies
- Reiserberg
- Riedmühle
- Ries
- Rittmannsberg
- Rothenbühl
- Rugenhof
- Rugenmühle
- Sägmühle
- Schlatzendorf
- Schmidweide
- Schnitzhof
- Schnitzmühle
- Schönau
- Schwalstein
- Schwibleinsberg
- Stein
- Stockhof
- Stockwiese
- Unterbrettersbach
- Viechtach
- Weigelsberg
- Wiesing
- Wurz
- Zieglhütte
- Zießelsberg

Es gibt die Gemarkungen Blossersberg, Neunußberg, Schlatzendorf, Schönau, Viechtach und Wiesing.

## Geschichte

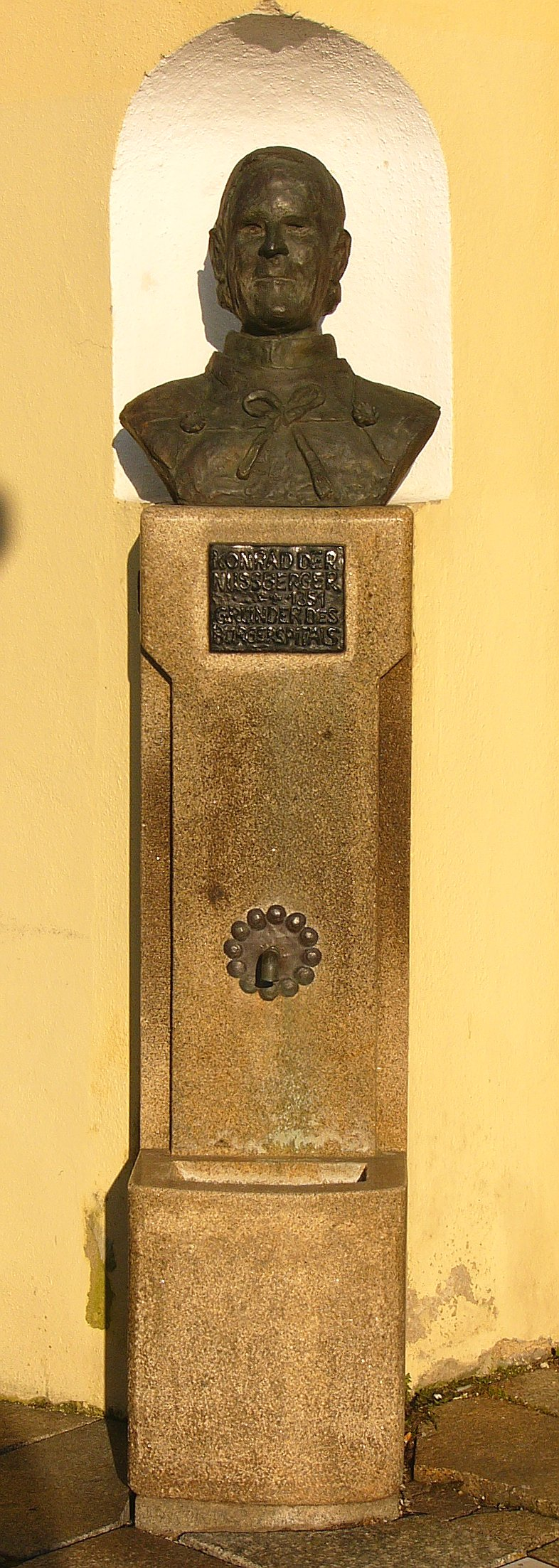
Konrad der Nussberger (Büste am alten Rathaus in Viechtach)

### Bis zum 18. Jahrhundert
Vidaha wird 1104 erstmals erwähnt, als der Graf von Bogen Friedrich III. dem Kloster Oberalteich hier Ackerland übertrug. 1242 kam der Besitz an die Wittelsbacher, die hier ein herzogliches Pfleggericht für das Vichtreich einrichteten. Wohl Ende des 13. Jahrhunderts erhielt Viechtach das Marktrecht verliehen.
Zur besseren Unterscheidung von Oberviechtach in der Oberpfalz wurde der in Niederbayern liegende Markt Viechtach häufig auch Unterviechtach genannt. Als Pfleger regierten meist die Degenberger und die Nußberger über Viechtach. Konrad Nußberger von Nußberg stiftete 1350 ein Seelhaus und Spital in Viechtach, und im Bestätigungsbrief von Herzog Albrecht 1360 wird Viechtach bereits ein Markt genannt.
Im 17. Jahrhundert entstand durch die wirtschaftliche Lage dieses Ortes das „Modell Viechtach“ zur Finanzierung der Einnahmen des Marktes. Herzog Maximilian I. von Bayern konnte das Weißbierbrauen in Viechtach nicht verhindern, da dies „Altes Herkommen war“. Da er aber nach einer Monopolisierung des Weißbierbrauwesens strebte, gestattete er den Bürgern das Weißbiersieden gegen Ablieferung der halben Erträge an die herzogliche Kasse. Auch für andere Orte wurde später dieses Modell der Finanzierung übernommen, z. B. nach einem Stadtbrand.
Viechtach wurde vom Böcklerkrieg, vom Löwlerkrieg, wo es auf der Seite des Herzogs stand, vom Dreißigjährigen Krieg, vom Spanischen Erbfolgekrieg und vom Österreichischen Erbfolgekrieg heimgesucht. 1474, 1658, 1698 und 1729 wüteten Brände, deren letzterer die Pfarrkirche zerstörte.
Trotz dieser Rückschläge etablierte sich in Viechtach die Weberei, und ab dem 18. Jahrhundert entstanden erfolgreiche Familienunternehmen. 1757 bis 1765 entstand die heute noch vorhandene Rokokokirche.

### 19. Jahrhundert
Bis 1800 war Viechtach Pflegamt und gehörte zum Rentamt Straubing des Kurfürstentums Bayern. Es besaß ein Marktgericht mit weitgehenden magistratischen Eigenrechten. Darüber hinaus befand sich hier ein Landgut (im Range einer offenen Hofmark) in bürgerlicher Hand.
Im 19. Jahrhundert blühte der Leinwandhandel der Firma Schmaus & Co., deren Leinen von allen bayerischen Garnisonen bezogen wurde. 1856 wurde die Lederfabrik Gebrüder Kilger in Viechtach gegründet. Außerdem bildeten Garn-, Schmalz- und Viehhandel die wirtschaftliche Grundlage des Marktes.
Eine besondere Tradition bildete das seit dem 1. Mai 1828 alljährlich gefeierte Sittenfest, wobei ein Jüngling und eine Jungfrau, die sich durch besondere Vorbildlichkeit ausgezeichnet hatten, mit einem Preis belohnt wurden. Die Stiftung, welche diese Veranstaltung trug, wurde vom Stadtrat nach dem Zweiten Weltkrieg wegen der Geldentwertung aufgelöst.

### 20. Jahrhundert
Im Jahr 1891 wurde die Bahnlinie Gotteszell–Viechtach eröffnet, die 1928 bis Blaibach verlängert wurde. Unter der Leitung des Bürgermeisters und Apothekers Karl Gareis führte man 1935 erstmals das von Gareis verfasste Doktor-Eisenbarth-Festspiel auf. Diese Festspiele zu Ehren des Doktors Eisenbarth waren bis zum Ausbruch des Zweiten Weltkrieges sehr erfolgreich. Einer Zerstörung durch die US-amerikanische Armee am Ende des Zweiten Weltkriegs entging der Markt durch kampflose Übergabe.
1953 wurde der Markt zur Stadt erhoben. 1958 wiederholte man das Doktor-Eisenbarth-Festspiel, doch im selben Jahr wurde anhand von Urkunden im bischöflichen Archiv zu Regensburg nachgewiesen, dass Doktor Eisenbarth aus Oberviechtach und nicht aus Viechtach stammte.

### 21. Jahrhundert
Im Rahmen der 900-Jahr-Feier Viechtachs wurde im Jahr 2004 ein Doktor-Eisenbarth-Spiel aufgeführt. Im Sommer 2014 gab es weitere Aufführungen dieses Theaterstücks durch den Burgfestspielverein.

### Eingemeindungen
Im Zuge der Gebietsreform in Bayern wurden am 1. Juli 1971 die Gemeinden Blossersberg und Schlatzendorf eingegliedert. Am 1. Mai 1978 kam ein Teil der aufgelösten Gemeinde Wettzell hinzu.

### Einwohnerentwicklung
| Jahr      | 1840 | 1871 | 1900 | 1925 | 1939 | 1950 | 1961 | 1970 | 1980 | 1990 | 2000 | 2007 | 2010 | 2015 | 2020 | 2023 |
| Einwohner | 3897 | 4052 | 4787 | 5654 | 5952 | 7750 | 6988 | 7321 | 7132 | 8243 | 8676 | 8444 | 8254 | 8060 | 8446 | 8544 |

## Politik

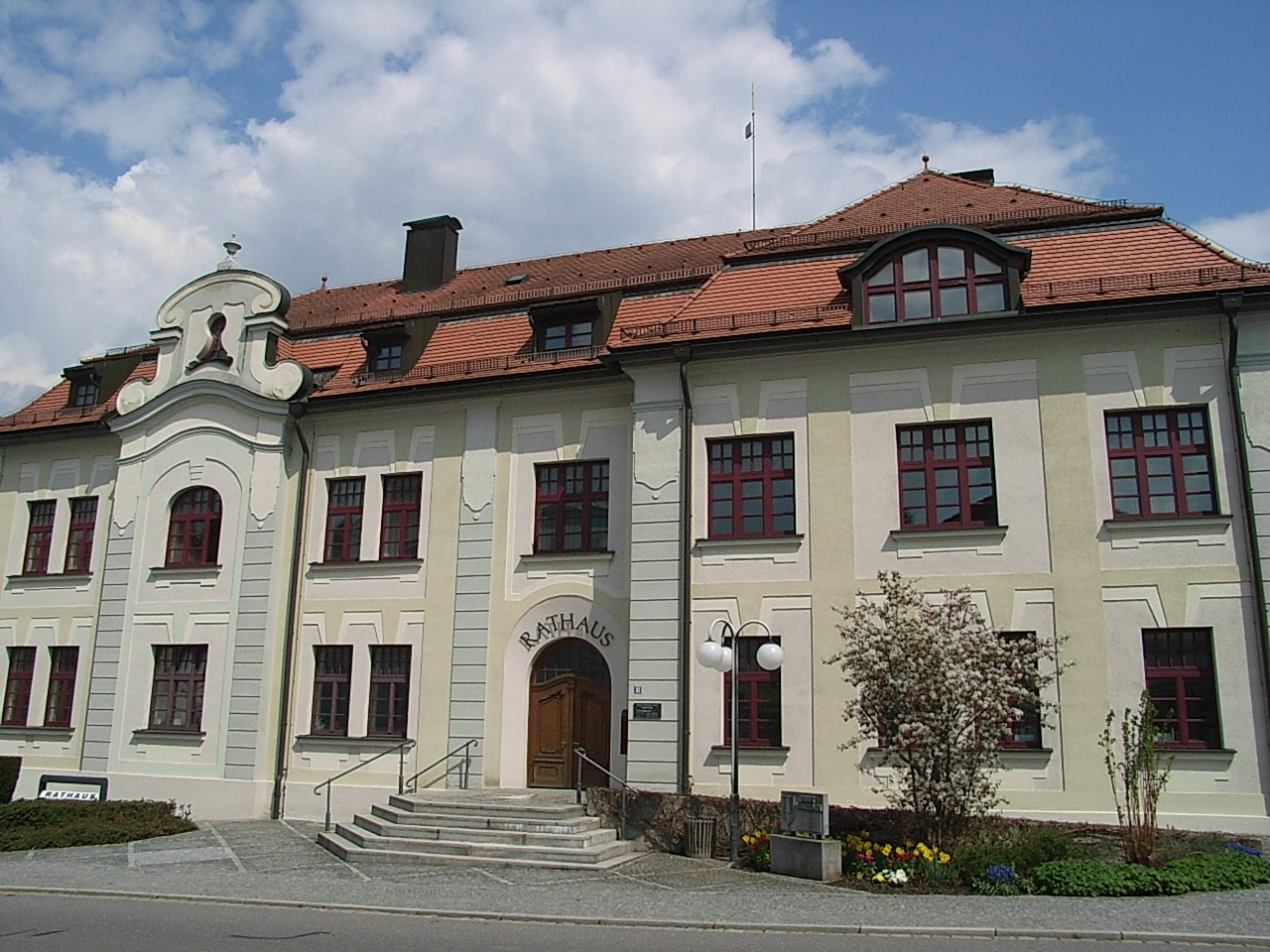
Das Rathaus von Viechtach

### Stadtrat
Entsprechend dem Ergebnis der Kommunalwahlen im März 2020 setzt sich der Viechtacher Stadtrat seit Mai 2020 wie folgt zusammen (Stimmenanteil in Klammern):
- CSU: 6 Sitze (29,16 %)
- Unabhängige: 4 Sitze (19,61 %)
- Freie Wähler: 4 Sitze (19,39 %)
- SPD: 3 Sitze (16,63 %)
- Zukunft Viechtach e. V. (Bündnis 90/Die Grünen-Ökologisch Demokratische Partei): 3 Sitze (15,21 %)

### Bürgermeister
Erster Bürgermeister ist seit Mai 2014 Franz Wittmann (CSU). Er gewann im März 2014 mit 53,1 % der Stimmen gegen Amtsinhaber Georg Bruckner (SPD). In der Stichwahl zu den Kommunalwahlen in Bayern 2020 wurde er am 29. März 2020 mit 62,6 Prozent im Amt bestätigt.
Zweiter Bürgermeister ist Hans Greil (Unabhängige), Dritter Bürgermeister Hans Wühr (Freie Wähler).

### Steuereinnahmen
Im Jahr 2011 betrugen die Gemeindesteuereinnahmen 6527 T€, davon waren 2799 T€ Gewerbesteuereinnahmen (netto).

### Wappen
| Wappen von Viechtach | Blasonierung: „In Gold eine grüne Fichte mit braunem stark bewurzeltem Stamm.“ |
| Wappen von Viechtach | Wappenbegründung: Das Wappen wurde 1437 per Wappenbrief durch Herzog Ernst von Bayern-München dem Markt gewährt. Wegen Fehlens einer Wappendarstellung im Brief geht der erste Abbildungsnachweis auf das seit 1514 im Abdruck bekannte älteste Siegel mit dem Fichtenwappen im Halbrundschild zurück. Alle Siegel des 16., 17. und 18. Jahrhunderts zeigen die Fichte mit ausgeprägtem Wurzelwerk. 1721 erhielt die Fichte einen grünen Rasen. Im 19. Jahrhundert wurde, wohl zur Unterscheidung vom Wappen Oberviechtachs („In Silber auf begrastem Schildfuß eine grüne Fichte.“), ein von Silber und Blau gerautetes Schildhaupt (bayrische Wecken) zeitweise beigefügt, später goldene Zapfen. Im 20. Jahrhundert hatte die Fichte Kontakt mit dem Schildfußrand („In Gold aus dem Schildfuß wachsend eine stark bewurzelte grüne Fichte mit sechs goldenen Zapfen.“). Seit April 2000 hat das Stadtwappen nach einem im Auftrag der Stadt Viechtach durch den Künstler Reinhard Schmid erstellten Entwurf wieder die ursprüngliche Form ohne Rasen und Zapfen. |

## Sehenswürdigkeiten

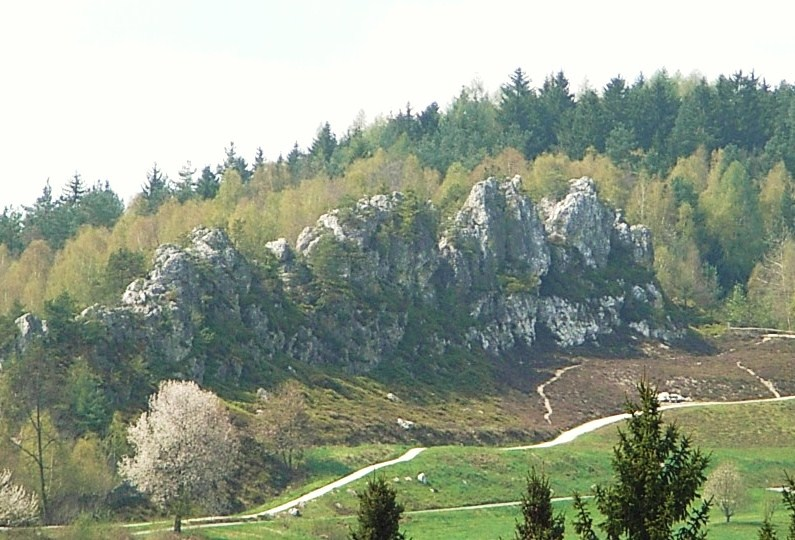
Der Pfahl bei Viechtach

Sehenswert sind der Große und der Kleine Pfahl (eine Quarzstein-Formation), die Antoniuskapelle am Kleinen Pfahl, die „Gewölbe der Geheimnisse“ im historischen Bürgerspital und die „Gläserne Scheune“ in Rauhbühl.
Eine „Reise“ in die Erdgeschichte erwartet die Besucher im Kristallmuseum. Ebenfalls interessant ist das „Nostalgie-Haus“ direkt am Marktplatz, in dem mehrere tausend Ausstellungsstücke aus mehreren Jahrhunderten ausgestellt werden. Zugehörig ist eine große Gartenanlage. Für Wanderer empfehlenswert ist die Aussicht auf Viechtach vom Kronberg aus, dem Hausberg der Stadt. Von dort aus hat man einen schönen Ausblick auf das Regental.

## Wirtschaft und Infrastruktur

### Wirtschaft
Ab 1892 wurde am Großen Pfahl im Quarzschotterwerk Viechtach Quarzschotter abgebaut. Inzwischen ist der Steinbruch aber stillgelegt. Nach der amtlichen Statistik gab es 2011 im Bereich der Land- und Forstwirtschaft 26, im produzierenden Gewerbe 2513 und im Bereich Handel und Verkehr 666 sozialversicherungspflichtig Beschäftigte am Arbeitsort. In sonstigen Wirtschaftsbereichen waren am Arbeitsort 1655 Personen sozialversicherungspflichtig beschäftigt. Sozialversicherungspflichtig Beschäftigte am Wohnort gab es insgesamt 2926. Im verarbeitenden Gewerbe gab es sieben Betriebe, im Bauhauptgewerbe 13 Betriebe. Im Jahr 2010 bestanden zudem 110 landwirtschaftliche Betriebe mit einer landwirtschaftlich genutzten Fläche von insgesamt 1785 ha, davon waren 1327 ha Dauergrünfläche.
Die größten Arbeitgeber in Viechtach sind die Firmen Linhardt und Rehau.

### Verkehr
Viechtach liegt an der B 85 sowie an der privaten Bahnstrecke Gotteszell–Blaibach der Regentalbahn. Die Strecke wurde seit 1991 nicht mehr im Personenverkehr bedient. Seit September 2016 fahren auf der Bahnstrecke wieder im Stundentakt Waldbahn-Züge. Ein weiterer Bahnhalt liegt im Ortsteil Schnitzmühle. Der Streckenabschnitt Blaibach–Viechtach ist mittlerweile demontiert, die Reststrecke nach Gotteszell wird von der Regentalbahn auch als Zufahrtsstrecke zu ihrem Bahnbetriebswerk benutzt.
Die Muttergesellschaft Netinera Deutschland GmbH der Regentalbahn hat ihren Sitz in Viechtach. Am 1. März 2018 wurde das Kfz-Kennzeichen VIT wieder eingeführt.

### Bildung
Es gibt folgende Einrichtungen (Stand: 2012, Schuljahr 2011/12):
- zwei Kindergärten (Kindergartenstiftung St. Josef und Kindergarten Sonnen-Blume Blossersberg) mit insgesamt 174   Kindergartenplätzen; dort werden 189 Kinder betreut[16]
- ein Waldkindergarten, Naturpark- und Waldkindergarten Stadt Viechtach (Am Großen Pfahl)[17]
- eine Grundschule mit 259 Schülern[18]
- eine Mittelschule[19]
- eine Realschule mit 47 Lehrern und 377 Schülern[20]
- ein Gymnasium (Dominicus-von-Linprun-Gymnasium) mit 39 Lehrern und 614 Schülern[21]
- ein Sonderpädagogisches Förderzentrum mit 17 Lehrern und 115 Schülern
- eine Hotelberufsschule[22]

### Behörden
Viechtach ist der Sitz der Zentralen Bußgeldstelle im Bayerischen Polizeiverwaltungsamt und des Amtsgerichtes Viechtach. Im Jahr 2022 wurde in Viechtach ebenso wie in Zwiesel ein Grundsteuerfinanzamt angesiedelt. Im Grundsteuerfinanzamt werden zentrale Aufgaben der Finanzämter aus ganz Bayern in Zusammenhang mit der Grundsteuerreform bearbeitet. Die Behörde ist laut Pressemitteilung des Bayerisches Staatsministerium der Finanzen organisatorisch an das Finanzamt Zwiesel mit der Außenstelle Viechtach angebunden.

## Auszeichnungen
Der Gemeindeteil Schönau hat 2007 im Rahmen des Bundeswettbewerbs „Unser Dorf hat Zukunft“ die Goldmedaille errungen.

## Persönlichkeiten

### Söhne und Töchter der Stadt
- Johann Georg Dominicus von Linprun (1714–1787), bayerischer Gelehrter
- Joseph Anton Ritter von Mussinan (1766–1837), bayerischer Beamter, Jurist und historischer Schriftsteller
- Anton Schmid (1819–1893), Politiker, Bürgermeister und Abgeordneter
- Albert K. Schmauss (1910–2015), Chirurg und Hochschullehrer in Berlin (Charité)
- Josef Niedermayer (1926–2016), Politiker (CSU), Ehrenbürger der Stadt
- Helma Sick (* 1941), Betriebswirtin, Finanzexpertin und Feministin
- Alexander Meng (* 1945), österreichischer Mediziner
- Peter Haimerl (* 1961), Architekt
- Christina Fischer (* 1973), Tischtennisspielerin
- Josefa von Hohenzollern (* 1974), Verwaltungsjuristin und Kommunalpolitikerin
- Franziska Wildfeuer (* 1993), Fußballschiedsrichterin und Physiotherapeutin

### Personen die mit der Stadt in Verbindung stehen
- Ernst Fuchs-Schönbach (1894–1975), Komponist, war in Viechtach als Kirchenmusiker tätig
- Georg Hofmann (1895–1966), katholischer Geistlicher und Heimatforscher
- Richard Salzl (1940–2023), Kaplan und Jugendseelsorger von 1976 bis 1980
- Helmut Feuchtinger (1929–2001), Kommunalpolitiker (CSU), Ehrenbürger der Stadt
- Anton Schmaus (* 1981), Koch
- Carl Gierstorfer (Journalist und Dokumentarfilmer)